# Руднєв Владислав Сергійович
Владисла́в Сергі́йович Ру́днєв (25 червня 1996) — український самбіст та боєць змішаних єдиноборств, багаторазовий чемпіон України, Європи і світу з бойового самбо. Заслужений майстер спорту України з бойового самбо.

## Біографія
Народився у м. Харків.

## Самбо
У 2016 році на чемпіонаті Європи із самбо в Казані (Росія) виборов бронзову медаль з бойового самбо у ваговій категорії до 74 кг.
У 2017 році на чемпіонаті світу із самбо у Сочі (Росія) виборов бронзову медаль з бойового самбо у ваговій категорії до 74 кг.
У 2018 році на чемпіонаті Європи із самбо в Афінах (Греція) виборов золоту медаль з бойового самбо у ваговій категорії до 74 кг, перемігши у фіналі Едуарда Муравіцького (Білорусь). Того ж року на чемпіонаті світу із самбо У Бухаресті (Румунія) виборов золоту медаль з бойового самбо у ваговій категорії до 74 кг, перемігши у фіналі Даїрбека Каріаєва (Киргизстан).
У 2019 році на чемпіонаті Європи із самбо в Хіхоні (Іспанія) виборов золоту медаль з бойового самбо у ваговій категорії до 82 кг, перемігши у фіналі Євгенія Алексієвіча (Білорусь). Того ж року на чемпіонаті світу із самбо в Сеулі (Південна Корея) виборов золоту медаль з бойового самбо у ваговій категорії до 74 кг, перемігши у фіналі Істама Кудратова (Узбекистан).
У 2020 році на чемпіонаті світу із самбо у Новий Сад (Сербія) виборов золоту медаль з бойового самбо у ваговій категорії до 74 кг, перемігши у фіналі Даїрбека Каріаєва (Киргизстан).
У 2021 році на чемпіонаті Європи із самбо в Лімасолі (Кіпр) виборов золоту медаль з бойового самбо у ваговій категорії до 79 кг, перемігши у фіналі Міхаіла Ніколова (Болгарія). Того ж року на чемпіонаті світу із самбо у Ташкенті (Узбекистан) виборов золоту медаль з бойового самбо у ваговій категорії до 79 кг, перемігши у фіналі Фурката Рузієва (Узбекистан).
У 2024 році на чемпіонаті Європи із самбо у Новий Сад (Сербія) виборов золоту медаль з бойового самбо у ваговій категорії до 79 кг, перемігши у фіналі Івана Ложкіна (Росія).

## Змішані єдиноборства
У 2019 році дебютував у MMA. Представляє клуб «Czerwony Smok» з м. Познань (Польща). Провів 10 поєдинків, у всіх здобув перемогу.

## Статистика в Змішаних Єдиноборствах
| Результат | Рекорд | Суперник           | Спосіб                               | Турнір                                                                | Дата       | Раунд | Час  | Місце                                         | Примітка            |
| --------- | ------ | ------------------ | ------------------------------------ | --------------------------------------------------------------------- | ---------- | ----- | ---- | --------------------------------------------- | ------------------- |
| Перемога  | 10-0   | Нурхан Жумагазі    | Задушливий прийом (ззаду)            | UAE Warriors 51 - Magomedov vs. Kabdulla                              | 27.07.2024 | 2     | 2:59 | Etihad Arena, Abu Dhabi, United Arab Emirates |                     |
| Перемога  | 9-0    | Ніка Куправішвілі  | Одноголосне рішення                  | UAE Warriors 50 - AlQaisi vs. Bark                                    | 18.05.2024 | 3     | 5:00 | Abu Dhabi, United Arab Emirates               |                     |
| Перемога  | 8-0    | Іл'яр Асканов      | Одноголосне рішення                  | Rizin FF - Landmark Vol. 7                                            | 04.11.2023 | 3     | 5:00 | National Gymnastics Arena, Baku, Azerbaijan   |                     |
| Перемога  | 7-0    | Ентоні Дізі        | Одноголосне рішення                  | Brave CF 74 / HXMMA 11 - Brave Combat Federation 74 / Hexagone MMA 11 | 07.09.2023 | 3     | 5:00 | H Arena, Nantes, France                       |                     |
| Перемога  | 6-0    | Миколай Круковськи | Технічний нокаут (удари)             | EFN 4 - Eliminator Fight Night                                        | 06.05.2023 | 1     | 0:59 | Sports Hall, Nowy Tomysl, Poland              | Головний бій вечора |
| Перемога  | 5-0    | Іон Петров         | Одноголосне рішення                  | FEA Championship - Take Off                                           | 08.04.2023 | 3     | 5:00 | Moldova                                       |                     |
| Перемога  | 4-0    | Рафаель Аронов     | Одноголосне рішення                  | Zuri Warriors Championship - ZWC: International 1                     | 10.11.2022 | 3     | 5:00 | Ashkelon Sports Center, Ashkelon, Israel      |                     |
| Перемога  | 3-0    | Віл'ян Віл'янов    | Задушливий прийом (трикутник ногами) | RPC 2 - Real Pain Challenge: Battle for the Docks                     | 29.07.2022 | 1     | 2:45 | Burgas, Bulgaria                              |                     |
| Перемога  | 2-0    | Антон Радко        | Одноголосне рішення                  | GCFC MMA 10 - Golden Coat Fighting Championship                       | 10.08.2020 | 3     | 5:00 | City Holiday, Kyiv, Ukraine                   |                     |
| Перемога  | 1-0    | Андрій Савчук      | Задушливий прийом (трикутник ногами) | GCFC MMA 8 - Golden Coat Fighting Championship                        | 17.08.2019 | 1     | 2:12 | Green Theater, Kyiv, Ukraine                  |                     |